# Чорапогащи
Чорапогащите (или чорапогащник) са част от облеклото, предимно дамското, която се обува и плътно обхваща краката и таза, съчетавайки чорапи и гащи. Началото им идва от мъжкия гардероб, когато са ги носели мъжете.
Фините прозрачни чорапогащи се изработват основно от полиамид и еластан, понякога с добавка на ликра, памук или полипропилен. Произвеждат се и плътни чорапогащи с високо съдържание на памук и вълна, подходящи за зимен туризъм, както и такива с профилактична и лечебна компресивна функция. Освен дамски, се произвеждат детски и мъжки чорапогащи, а също и специални чорапогащи за бременни жени.
Плетат се на кръгоплетачни машини.
Кройките в моделите чорапогащи се различават по следните елементи:
- височина на талията: по-ниската талия се комбинира с по-плитки бикини, панталони и поли;
- „парче“ – по-широка платка за задните части при големите размери, която намалява вероятността чорапогащникът да се прокъса около шева при обтягане (например при сядане);
- ограничител на бедрата, Т-банд в зоната на таза и слабините, или уплътнител на пръстите на краката – по-плътно изплетени части, за по-голяма здравина и предпазване от бримки.

Според повърхността си, биват гладки и фигурални. Обичайни десени за фигуралните чорапогащи са хоризонтално или вертикално райе, каре, точки, геометрични фигури, флорални мотиви, петна наподобяващи тигрова, леопардова и т.н. кожа. Могат да се открият във всевъзможни цветове, но типични за дамските чорапогащи цветове са черен, сив, „графит“, бежов, екрю.
Чорапогащите се различават и по своята плътност, която се измерва в ден, дение (den, denier). Приема се, че чорапогащи с 60 и повече дение са плътни; с 30 – 50 дение са полупрозрачни; с 20 дение са стандартни прозрачни; с 15 – 19 дение са много прозрачни; с 10 – 14 дение са супер прозрачни; с до 9 дение са ултра прозрачни.
Чорапогащите не се перат в пералня, не се центрофугират и гладят. Трябва да се перат в хладка вода, до 30 градуса, и да не се подлагат на прякото въздействие на силна слънчева светлина и отоплителни тела, понеже това поврежда еластичността им и се късат по-лесно.
С времето стареят чорапогащите и по-точно еластанът (по подобие на ластиците). Вероятността да се скъсат става по-голяма след 2 години в оплетено състояние.
Големи български производители са „ТИМ България“ и „Лейди София“.
В последните няколко години се наблюдава завръщане на този аксесоар в мъжкия гардероб. Много производители вече предлагат мъжка серии, с анатомично приспособени модели, които варират от плътност 20 (много прозрачни) до съвсем плътни (над 80, 100 и дори 120 den). Такива са Comfilon, Activskin, Doyeah, Tim Legwear, Adrian, Gerbe и други.

## Друга употреба
Дамските чорапогащи са обект на сравнително разпространен вид сексуален фетишизъм при мъжете, по-рядко наблюдаван у жени (виж Фетишизъм към дамски чорапи).

## Хронология
- 1560 – кралица Елизабет I придобива първия чифт дамски чорапи (Англия)
- 1589 – станови плетачни машини, изобретени от Уилям Лий
- 1816 – първата станова кръглоплетачна машина (Англия)
- 1838 – парна машина за чорапогащи (САЩ)
- 1839 – патент за ел. кръглоплетачна машина (САЩ)
- 1850 – патент за дизайна на иглите с отваряч (САЩ)
- 1857 – патент за модерен тип машина (Англия)
- 1937 – изобретен найлон (полиамид) от Уолъс Коротърс, DuPont
- 1959 – производство на еластан (Spandex)